# Žablje
Žablje este o localitate din comuna Kranj, Slovenia, cu o populație de 32 de locuitori.